# Nagyesztergár, Veszprém
Nagyesztergár  este un sat în districtul Zirc, județul Veszprém, Ungaria, având o populație de 1.216 locuitori (2011). 

## Demografie
Componența etnică a satului Nagyesztergár
     Maghiari (85,85%)
     Germani (14,15%)
Componența confesională a satului Nagyesztergár
     Romano-catolici (69,98%)
     Fără religie (3,04%)
     Reformați (2,14%)
     Necunoscută (24,59%)
     Luterani (0,25%)
Conform recensământului din 2011, satul Nagyesztergár avea 1.216 locuitori. Din punct de vedere etnic, majoritatea locuitorilor (85,85%) erau maghiari, cu o minoritate de germani (14,15%).  Din punct de vedere confesional, majoritatea locuitorilor (69,98%) erau romano-catolici, existând și minorități de persoane fără religie (3,04%) și reformați (2,14%). Pentru 24,59% din locuitori nu este cunoscută apartenența confesională.